# ランス・ニークロ
ランス・ニークロ（Lance Niekro, 1979年1月29日 - ）は、アメリカ合衆国フロリダ州出身の元プロ野球選手（内野手→投手）。右投右打。
父親はナックルボールの使い手として知られたニークロ兄弟の弟であるジョー・ニークロで、フィル・ニークロは伯父に当たる。

## 経歴
2000年にサンフランシスコ・ジャイアンツからドラフト2巡目で指名を受けプロ入り。当初は三塁手だったが、ケガのため一塁手に転向。
2003年にメジャーデビューを果たした。
2004年はメジャーに昇格出来ず終いだったが、2005年はJ.T.スノーとのツープラトン起用で一塁を守り、113試合に出場し12本塁打をマークした。
2006年当初は一塁のレギュラーを与えられたが、不振でマイナー落ちも経験し、シーズン後半はシェイ・ヒレンブランドにレギュラーを奪われた。
2007年も一塁のレギュラーを狙うことになったが、リッチ・オーリリアとライアン・クレスコがツープラトン起用されたため11試合の出場に終わり、オフに自由契約となった。
2008年はヒューストン・アストロズと契約したもののメジャーには昇格できず、シーズン途中に解雇され引退し通信会社に就職。しかし同年12月、伯父のフィル・ニークロから本格的にナックルボールの指導を受け、投手として現役復帰することを発表し、アトランタ・ブレーブスとマイナー契約を結んだ。
2009年11月9日に自由契約となる

## 詳細情報

### 年度別打撃成績
| 年 度    | 球 団    | 試 合 | 打 席 | 打 数 | 得 点 | 安 打 | 二 塁 打 | 三 塁 打 | 本 塁 打 | 塁 打 | 打 点 | 盗 塁 | 盗 塁 死 | 犠 打 | 犠 飛 | 四 球 | 敬 遠 | 死 球 | 三 振 | 併 殺 打 | 打 率 | 出 塁 率 | 長 打 率 | O P S |
| -------- | -------- | ----- | ----- | ----- | ----- | ----- | -------- | -------- | -------- | ----- | ----- | ----- | -------- | ----- | ----- | ----- | ----- | ----- | ----- | -------- | ----- | -------- | -------- | ----- |
| 2003     | SF       | 5     | 5     | 5     | 2     | 1     | 1        | 0        | 0        | 2     | 2     | 0     | 0        | 0     | 0     | 0     | 0     | 0     | 1     | 0        | .200  | .200     | .400     | .600  |
| 2005     | SF       | 113   | 302   | 278   | 32    | 70    | 16       | 3        | 12       | 128   | 46    | 0     | 2        | 0     | 5     | 17    | 0     | 2     | 53    | 11       | .252  | .295     | .460     | .755  |
| 2006     | SF       | 66    | 210   | 199   | 27    | 49    | 9        | 2        | 5        | 77    | 31    | 0     | 0        | 0     | 0     | 11    | 0     | 0     | 32    | 7        | .246  | .286     | .387     | .673  |
| 2007     | SF       | 11    | 18    | 17    | 0     | 3     | 0        | 0        | 0        | 3     | 0     | 0     | 0        | 0     | 0     | 1     | 0     | 0     | 5     | 1        | .176  | .222     | .176     | .399  |
| MLB：4年 | MLB：4年 | 195   | 535   | 499   | 61    | 123   | 26       | 5        | 17       | 210   | 79    | 0     | 2        | 0     | 5     | 29    | 0     | 2     | 91    | 19       | .246  | .288     | .421     | .709  |

### 背番号
- 28（2003年、2005年 - 2007年）